# Girona (Rusiñol)
Girona és una pintura a l'oli sobre tela realitzada pel pintor barceloní Santiago Rusiñol, l'any 1896. Actualment s'exposa al Museu d'Art de Girona en la sala 17, registrada amb el núm. 250.279.

## Autor
Santiago Rusiñol i Prats fou un pintor, escriptor, col·leccionista, periodista i dramaturg català. Fou un artista polifacètic i un dels líders del Modernisme català. La seva producció pictòrica i literària el situen com a referent decisiu de l'art, la literatura i les idees estètiques del seu temps.
A Rusiñol li agradava molt Girona i s'hi trobava com a casa, i una bona part de la seva vida a la ciutat la passava als cafès. Hi venia cada any, arribant-hi al començar l'estiu i marxant quan sentia la humitat dels primers freds. Quan sortia a pintar, ho feia amb Pepet Gitano, que carregava amb les teles, la caixa de pintures, el cavallet i la cadira. Gairebé sempre sortia a pintar al capvespre, i un dia s'aturà en un indret on la llum i la vista que va veure li va cridar l'atenció. És precisament això el que plasmarà en aquest quadre.
L'execució de l'obra va durar diversos dies i Rusiñol sempre esperava el moment en què hi hagués la llum que ell precisava. Quan aquesta marxava per uns moments, aprofitava per agafar apunts, i un cop la llum tornava seguia amb la pintura.

## Història
Rusiñol pintà aquest mateix paisatge, amb diferents enquadraments, unes sis o set vegades en les diverses campanyes artístiques que efectuà a la ciutat entre 1908 i 1929. L'autor titulà sovint aquests quadres amb el nom emblemàtic de Girona.
Molts gironins que escrivien memòries, com per exemple Prudenci Bertrana o Miquel de Palol i Felip, recorden a Rusiñol pintant als afores del poble de Sant Daniel. Comenten que era el setembre i que un raig de sol ponent tocava d'esquitllentes la Catedral de Girona i Sant Feliu. Palol explica que Rusiñol guardava les teles a la taverna de Can Fontan a Sant Daniel.

## Descripció
En aquest quadre hi apareix representat un fragment del paisatge urbà de Girona des de l'entrada de la Vall de Sant Daniel. S'hi observa a primer terme un petit hort, amb arbres i dos xiprers. Al fons, retallant-se en el cel, la Catedral, la torre Cornèlia, Sant Feliu i el campanar de Sant Pere de Galligants. Cromàticament, hi predominen els verds i ocres lilosos i punts d'ocres daurats, així com els blancs trencats en el cel. Està signada a l'angle inferior dret: S. Rusiñol.

## Exposicions rellevants
Ha anat a les següents exposicions:
- Exposició "Homenatge a S. Rusiñol del Cercle Artístic de Girona". Octubre, 1956.
- Exposició "Primera Mostra del Patrimoni artístic de la Diputació de Girona". Octubre, 1979. Fontana d'Or.
- Exposició "Santiago Rusiñol". Aranjuez-Girona-Barcelona, 1982-83.